# Klášter Filles de Saint-Michel
Klášter Filles de Saint-Michel (francouzsky couvent des Filles de Saint-Michel, tj. dcer od svatého Michaela) nebo francouzsky couvent des religieuses de Notre-Dame de Charité (klášter jeptišek Panny Marie Milosrdné) byl klášter v Paříži, který sloužil zároveň jako ženská věznice, a který byl uzavřen za Francouzské revoluce. Klášter se nacházel v prostoru dnešní Rue Lhomond v 5. obvodu.

## Dějiny
Jeptišky Panny Marie Milosrdné byly součástí Řádu Panny Marie Milosrdné založeného v Caen v roce 1641 Janem Eudesem pro kajícné dívky a ženy, které si přály skoncovat s prostopášností nebo prostitucí.
Sestry se řídily řeholí svatého Augustina a musely složit sliby chudoby, čistoty a poslušnosti. Čtvrtý slib, specifický pro tento řád, přikazoval sestrám Panny Marie, aby se přihlásily k obrácení padlých dívek a žen. Pařížský arcibiskup Louis-Antoine de Noailles dosadil v roce 1724 některé jeptišky tohoto řádu do domu, který koupil na Rue des Postes (dnešní Rue Lhomond na místě domů č. 48-54). Tento klášter také přijímal ženy z celého světa, které sem dobrovolně odešly do důchodu, odsouzené vězeňkyně zavřené v oddělené budově od jeptišek a dobrovolné poustevnice. Tyto byly oprávněny vycházet pouze v doprovodu jeptišek.
Klášter byl uzavřen v roce 1790 a v roce 1801 prodán jako národní majetek. V roce 1821 se sem nastěhovala collège Sainte-Barbe, která se v roce 1830 přejmenovala na collège Rollin. Sídlila zde do roku 1876, kdy byla přeložena na Avenue Trudaine.
V roce 1806 dcery od Saint-Michel koupily panství bývalého kláštera Navštívení mezi Rue Saint-Jacques, Rue d'Ulm a Rue Lhomond, aby zde založily novou polepšovnu pro mladé dívky špatných mravů. Provoz byl uzavřen v roce 1887 a jeptišky opustily bývalý klášter v roce 1903. Na jeho místě vznikl Geografický ústav a Oceánografický ústav. V prostoru panství vznikla v roce 1909 Rue Pierre-et-Marie-Curie.